# Mítilene nemzetközi repülőtér
A Mítilene nemzetközi repülőtér (IATA: MJT, ICAO: LGMT) Görögország egyik nemzetközi repülőtere, amely Mítilene szigeten található. A repülőtér nemzetközi forgalma csak charterjáratokat jelent. Éves utasforgalma 465 057 fő (2018).

## Futópályák
A repülőtér futópályái:
- 14/32

## Forgalom
Az utasforgalom az elmúlt években az alábbi módon változott:
| Utasok száma | 400 911 | 459 923 | 481 422 | 411 285 | 436 105 | 465 057 | 496 577 | 206 095 | 285 344 | 439 185 |
|              | 2013    | 2014    | 2015    | 2016    | 2017    | 2018    | 2019    | 2020    | 2021    | 2022    |

## Légitársaságok és úticélok
2025-ben a Mítilene nemzetközi repülőtérről az alábbi járatok indulnak:
| Légitársaság                    | Célállomások                                                             |
| ------------------------------- | ------------------------------------------------------------------------ |
| Aegean Airlines                 | Athens, Thessaloniki                                                     |
| Airseven                        | Szezonális charter: Aarhus                                               |
| Braathens International Airways | Szezonális charter: Billund                                              |
| Brüsszel Airlines               | Szezonális: Brüsszel                                                     |
| Corendon Dutch Airlines         | Szezonális: Amszterdam                                                   |
| FLYYO                           | Szezonális charter: Tel Aviv                                             |
| Jet2.com                        | Szezonális: Birmingham London–Stansted, Manchester                       |
| Jettime                         | Szezonális charter: Billund                                              |
| Scandinavian Airlines           | Szezonális charter: Koppenhága Oslo Stockholm–Arlanda                    |
| Sky Express                     | Athens, Chios, Lemnos, Rhodes, Samos, Thessaloniki Szezonális: Heraklion |
| Smartwings                      | Szezonális charter: Katowice, Prága                                      |
| Sunclass Airlines               | Szezonális charter: Koppenhága                                           |
| TUI fly Belgium                 | Szezonális: Brüsszel                                                     |
| TUI fly Netherlands             | Szezonális: Amszterdam                                                   |